# Mức phản ứng
Trong ngành di truyền học, thuật ngữ mức phản ứng có nghĩa là tập hợp các kiểu hình của một kiểu gen tương ứng với các môi trường khác nhau.
Sự phản ứng thành những kiểu hình khác nhau của một kiểu gen trước những môi trường khác nhau được gọi là sự mềm dẻo kiểu hình. Sự mềm dẻo này có được là do có sự tự điều chỉnh trong cơ thể mà về bản chất là sự tự điều chỉnh của kiểu gen giúp sinh vật thích nghi với sự thay đổi của điều kiện môi trường. Mỗi kiểu gen chỉ có thể điều chỉnh kiểu hình của mình trong một phạm vi nhất định. Độ mềm dẻo của một kiểu gen được xác định bằng số kiểu hình có thể có của kiểu gen đó. Để kiểm tra mức phản ứng của một kiểu
gen, người ta có thể tạo ra các cá thể có kiểu hình khác nhau từ một kiểu gen ban đầu.